# Mies Bouwman
Maria Antoinette (Mies) Bouwman (Amsterdam, 31 december 1929 – Elst (Utrecht), 26 februari 2018) was een Nederlands televisiepresentatrice. Ze wordt in Nederland beschouwd als een tv-legende en wordt hierdoor ook wel gezien als de 'Koningin van de Nederlandse televisie'. Het leven van Mies Bouwman is de geschiedenis van de Nederlandse televisie. Vanaf het prille begin was zij erbij. 

## Biografie

### Loopbaan

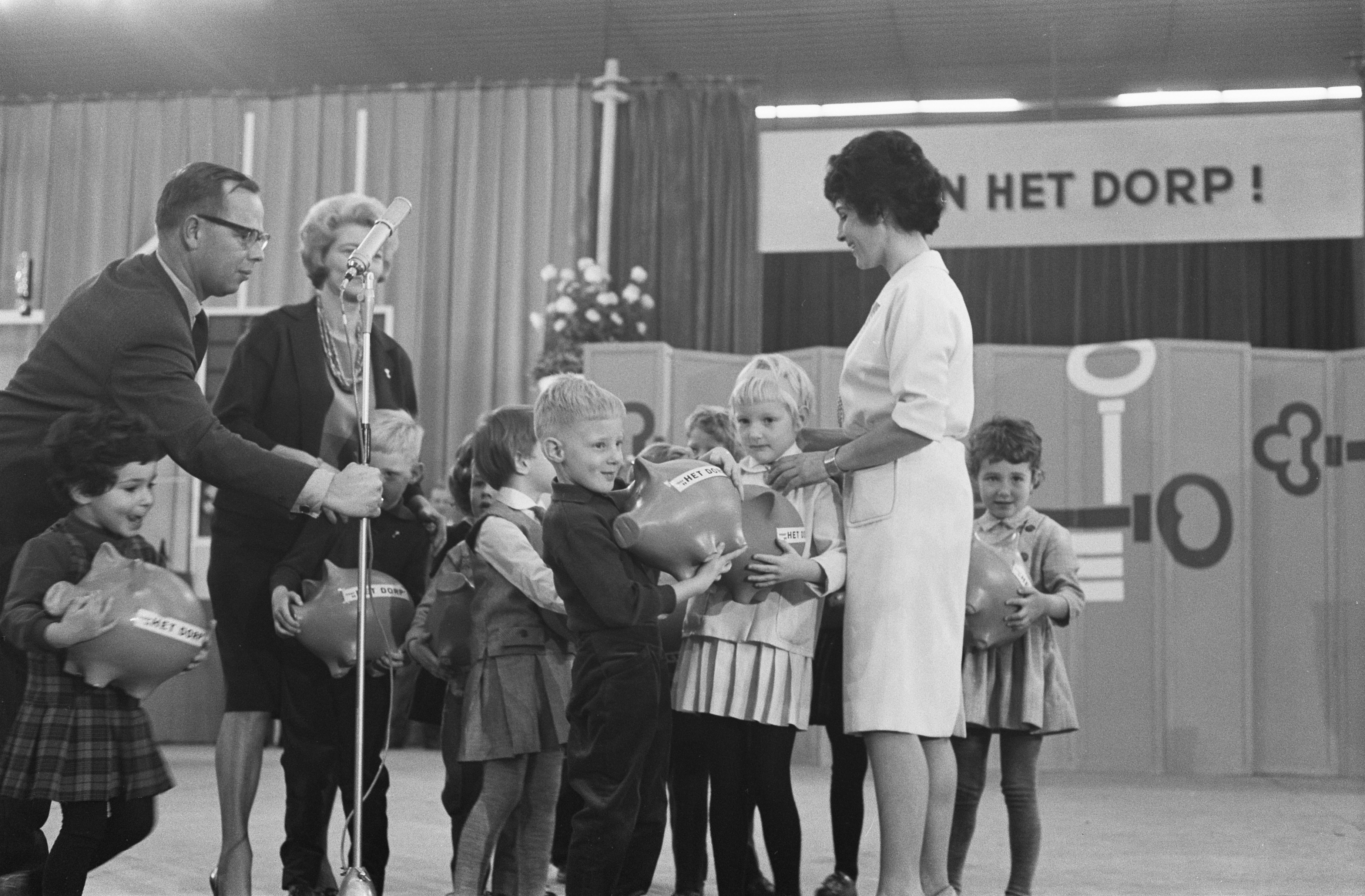
Bouwman tijdens Open het Dorp (1962)

Nadat zij als 18-jarige de middelbare meisjesschool had verlaten, had 'Mies' Bouwman diverse werkgevers. Zo was zij onder meer hostess op de Europabus en kantoorjuffrouw. Ze was omroepster van de allereerste televisieavond van de Katholieke Radio Omroep op 16 oktober 1951. Ze werd uitgekozen na een presentatietest voor de camera, waarvoor ze niet lukraak gevraagd was: haar vader was de secretaris van de KRO. Van hem zei ze dat hij katholiek was, maar niet rooms.
De spreekvaardigheid erfde ze van haar moeder. Altijd opgewekt en aimabel was ze op het scherm en ze opende vaak een programma door de kijkers aan te spreken met "Dag lieve mensen". Dit allereerste programma bestond uit een demonstratie pottenbakken en een dansje van doofstommen.
Mies Bouwman presenteerde 25 jaar lang de intocht van Sinterklaas op de Nederlandse televisie. Maar echt bekend in Nederland werd ze op 26/27 november 1962 door de eerste grote liefdadigheidsactie op de Nederlandse radio en televisie. Samen met de initiatiefnemer dokter Arie Klapwijk presenteerde ze Open het Dorp. Het doel was geld in te zamelen voor de bouw van Het Dorp, een gehandicaptenwijk in Arnhem. Gedurende een 23 uur durende radio- en televisie-uitzending werd 12 miljoen gulden ingezameld, een bedrag dat later opliep tot ongeveer 22 miljoen gulden. Dit waren voor die reclameloze tijd spectaculair hoge bedragen.
Met het tv-programma Zo is het toevallig ook nog eens een keer kwam Bouwman in opspraak, doordat in de meest omstreden aflevering van 4 januari 1964 een sketch werd uitgezonden waarin acteur Peter Lohr een satirisch gebed uitsprak tot het beeld (waarmee de televisie werd bedoeld), dat de vorm had van het christelijke Onzevader. De scène leidde tot een storm van verontwaardiging in het hele land en vragen in de Tweede Kamer. Deze richtte zich met name tegen Bouwman, de publiekslieveling van Open het Dorp. Wegens de bedreigingen aan haar adres zag zij zich gedwongen haar medewerking aan het programma te staken.

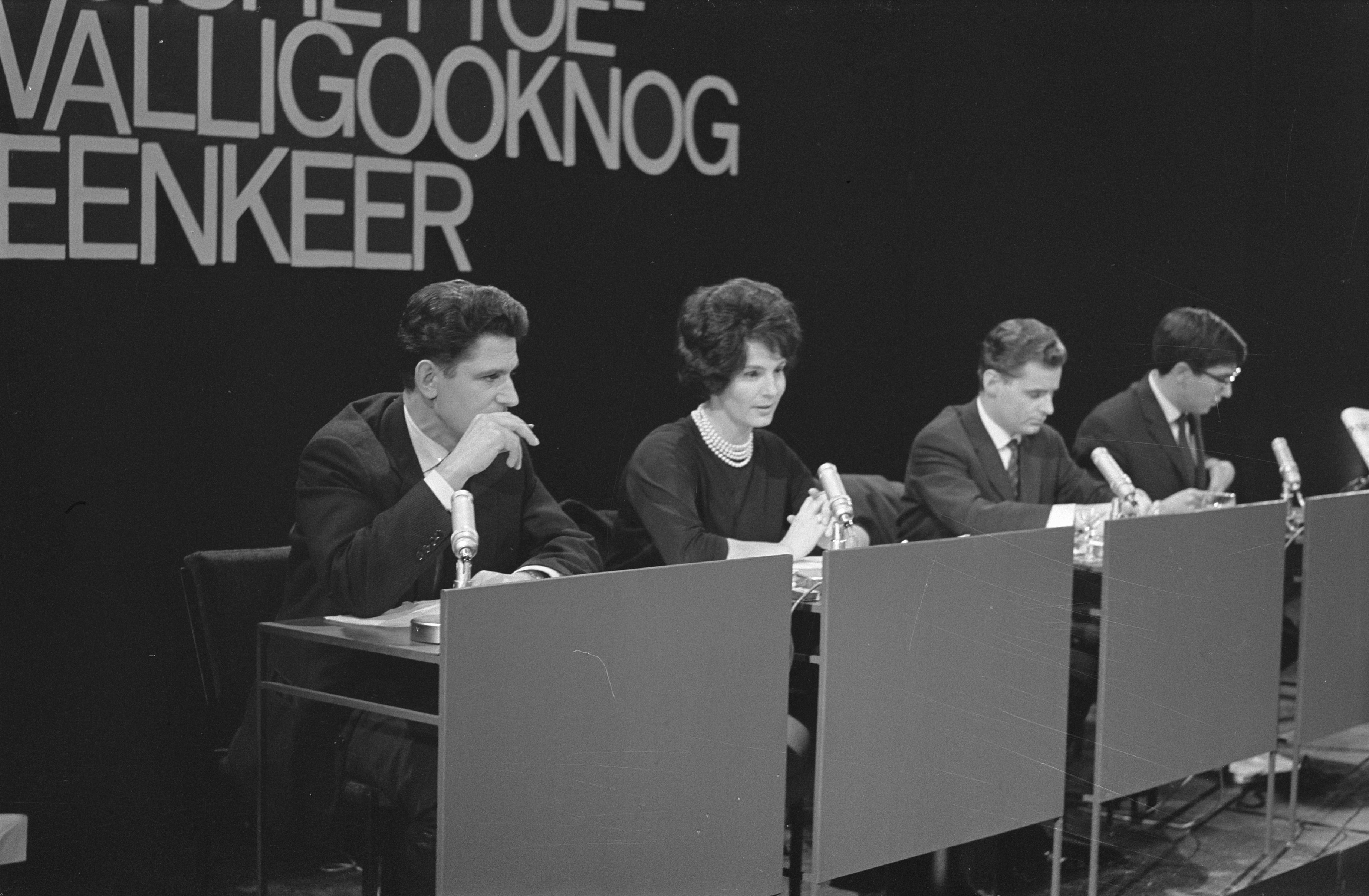
Bouwman in het panel van Zo is het toevallig ook nog eens een keer (1963)

Bouwman heeft voor diverse omroepen gewerkt: KRO, AVRO en VARA. Bekende programma's zijn:
- In de hoofdrol (1960-1961, 1985-1987, 1992)
- Kom er maar eens achter (1961-1962)
- Zo is het toevallig ook nog eens een keer (1963-1964)
- Mies en scène (1965-1969)
- Een van de acht (1969-1973)
- Een mens wil op de vrijdagavond wel eens even zitten en een beetje lachen want er is al genoeg ellende op de wereld (1974-1975)
- Netwerk (1978)
- Noord-Zuid (met Johan Anthierens) (1978)
- Telebingo (1979-1981)
- Mies (haar eigen praatprogramma) (1981-1982)

### Na het presenteren
In de Disney-film Brother Bear sprak Bouwman de stem in van Tanana. 
In 1993 stopte Bouwman met haar reguliere televisiewerk. Ze was alleen nog incidenteel in tv-programma's te zien, zoals het Rode Kruis-Gala van RTL 4 in 1996 en een speciale uitzending over Foster Parents. Op 6 januari 2005 schoof ze aan in een speciale uitzending van RTL Boulevard naar aanleiding van de tsunami in Azië en op 21 oktober 2005 was ze rechtstreeks te zien in het AVRO-programma Televizierring 40 jaar. In 2007 werkte ze mee aan de Grootste Bingo Show Ooit, die de TROS en Sponsorloterij op 1 juli organiseerden.
Op 17 mei 2011 verscheen Bouwman als tafeldame in een speciale aflevering van VARA's De Wereld Draait Door. Het betrof een hommage aan Willem Duys, wiens programma Voor de vuist weg eveneens een populair praatprogramma was.
Ook in 2011 was Bouwman te zien in het 46e Gouden Televizier-Ring Gala in Koninklijk Theater Carré. Wegens het 60-jarig jubileum van de televisie in Nederland reikte Bouwman de ring uit aan het programma Voetbal International van RTL 7.
Haar stem was van 2012 tot 2024 dagelijks te horen in de Efteling bij de fonteinenshow Aquanura. Bouwman vertelde de inleiding van de show, een samenvatting van het sprookje van de Kikkerkoning, in het Nederlands en het Engels.
Op 15 april 2017 verscheen haar boek Gewoon Mies, waarin een deel van de columns die ze in de jaren zeventig en tachtig voor weekblad Margriet schreef zijn gebundeld. In een interview liet de toen 87-jarige Bouwman zich ontvallen 'het liefst helemaal niets meer te willen'.
Op 8 mei 2017 was zij wegens de renovatie van Het Dorp te Arnhem weer terug in Het Dorp.
Vlak na haar overlijden wijdde het tv-programma De wereld draait door een hele uitzending aan haar televisiewerk. Zowel het NOS Journaal als het RTL Nieuws behandelden het bericht van haar overlijden als eerste item in hun uitzending. 

### Kinderboeken
Bouwman schreef (ten minste) drie kinderboeken. In 1971 verscheen Mies Bouwman vertelt, geïllustreerd door Hans van der Linden en uitgegeven door De Gooise Uitgeverij. In 2002 verscheen Rambamboelie en in 2007 Jammerdejammer, beide geïllustreerd door Philip Hopman en uitgegeven door Uitgeverij Ploegsma.

### Prijzen en onderscheidingen

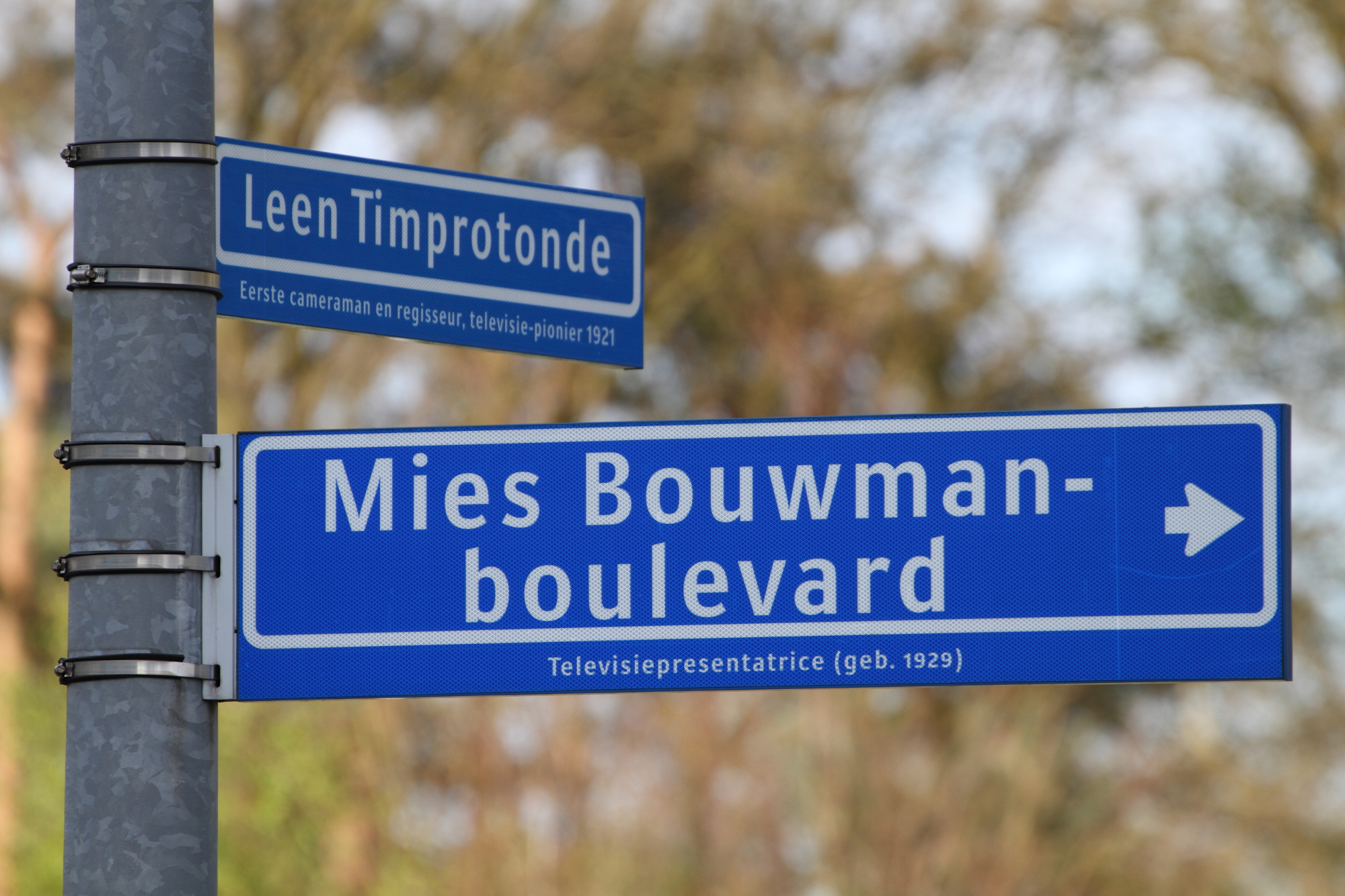
Mies Bouwmanboulevard in Hilversum

- Programma's van Bouwman werden driemaal onderscheiden met de Televizier-Ring: in 1966 Zo is het..., in 1972 Eén van de acht en in 1987 In de hoofdrol.
- In 1993 werd zij door koningin Beatrix benoemd tot ridder in de Orde van Oranje-Nassau.
- Pluim van de maand (mei 2003) voor het boekje Rambamboelie
- Op 14 december 2009 kreeg Bouwman de speciaal voor haar in het leven geroepen Gouden Televizier Oeuvre-Ring uit handen van Joop van den Ende tijdens de opnamen van Mies 80, een speciaal feest van de AVRO ter ere van Bouwmans tachtigste verjaardag, gepresenteerd door Chantal Janzen. Deze opnamen werden op 30 december 2009 uitgezonden, op de vooravond van haar verjaardag.[6]
- Op 17 augustus 2007 onthulde ze de naar haar genoemde Mies Bouwmanboulevard op het Media Park in Hilversum. Het ceremoniële gedeelte werd geleid door oud-nieuwslezer Joop van Zijl.
- In 2004 eindigde ze op de 55e plaats in de verkiezing De grootste Nederlander.

### Privé
Bouwman was getrouwd met regisseur Leen Timp van 1955 tot diens overlijden in 2013. Het was Timps tweede huwelijk. Bouwmans vader weigerde om die reden goedkeuring te verlenen aan het huwelijk en adviseerde zijn dochter dan maar in het buitenland te trouwen, wat ze deed: in Londen. Het aangaan van haar huwelijk met Timp leidde tot een jarenlange breuk met haar ouders en de rest van de familie. Timp en Bouwman hadden vier kinderen, onder wie de muzikant en zanger Joost Timp. Tijdens haar omroepjaren woonde Bouwman met haar gezin aan de Torenlaan en de Prins Hendriklaan in Blaricum. Daarna verhuisde ze naar Elst (Utrecht). Op 28 mei 2009 onderging ze een hartoperatie, die succesvol verliep. Vervolgens verbleef zij in 2014 lang in het ziekenhuis in verband met een longontsteking. Bouwman overleed op 26 februari 2018 in haar woning in Elst op 88-jarige leeftijd. Op 6 maart werd ze in besloten kring in Leusden gecremeerd.
Bouwman was de kleindochter van componist, dirigent en fluitist Nicolaas Arie Bouwman.
- Biografisch Portaal: 01365962
- Gemeinsame Normdatei: 1018361073
- International Standard Name Identifier: 0000 0003 6033 8778
- Library of Congress Control Number: nb2018018221
- MusicBrainz: 2f14da7f-82ce-4b8b-b602-507bd03666a4
- Nederlandse Thesaurus van Auteursnamen: 071018816
- Virtual International Authority File: 220545911
- WorldCat: E39PBJwxGBY9rXT6gDQkVy4pfq